# Загубився робот
«Загуби́вся ро́бот» (англ. Little Lost Robot) — науково-фантастичне оповідання американського письменника Айзека Азімова, вперше опубліковане у березні 1947 року в журналі Analog Science Fiction and Fact. Вийшло друком у збірках «Я, робот» 1950, «Все про роботів» 1982, «Сни робота» 1986 та «Мрії робота» 1990.
Головною дійовою особою оповідання є Сьюзен Келвін — головний робопсихолог компанії з виробництва роботів U.S. Robots and Mechanical Men, Inc. У оповіданні порушується питання, до яких серйозних наслідків може призвести навіть невелике відхилення від «Трьох законів робототехніки».

## Сюжет
Дія відбувається в 2029 році, на Гіпербазі, де ведуться роботи над гіператомним двигуном. Під час одного з експериментів знервований науковець Геральд Блек наказав в грубій і категоричній формі своєму роботу-помічнику моделі НС-2, Нестору-10, зникнути з його очей, що той і зробив, «розчинившись» серед 62-х новоприбулих зовні ідентичних йому роботів НС, що транзитом перебували на станції.
Складність пошуку втікача у тому, що на станції використовувались модифіковані роботи, які не цілком запрограмовані відповідно до Першого закону робототехніки. Відхилення полягало у тому, щоб вони не кидалися рятувати людей, котрі брали участь в експериментах зі слабким гамма-випромінюванням, яке небезпечне, але не шкідливе здоров'ю. Транскрипція закону в цих роботів звучала як «Робот не може нашкодити людині». Оскільки існування таких роботів суперечить земним законам та було приховане від громадськості, втеча такого робота є неприпустимою.
Для розшуків утікача космічним човником на Гіпербазу доставляють головного роботопсихолога доктора Сьюзен Келвін та доктора Пітера Богерта — математичного директора U.S. Robots and Mechanical Men, Inc. При допиті всіх 63-х роботів, Нестор-10 бреше, щоб не викрити себе. Ніякі накази людини вже не могли перемогти наказ Геральда Блека.
Аналіз реакції роботів на створення небезпеки для людини теж не виявив відхилень у поведінці. Нестор-10, не бажаючи бути викритим (тобто, керуючись Другим законом робототехніки), разом з усіма поспішаж рятувати людину. У наступному тесті спроба порятунку людини означає гарантовану загибель робота; роботи керуючись Третім законом, не кидаються на порятунок, прорахувавши неможливість порятунку «господаря».
Згодом з'ясовується, що після прибуття на станцію НС-2 навчають фізиці поля. Сьюзен під час наступного етапу перевірки повідомляє роботів, що між людиною і роботом, якому необхідно врятувати господаря, знаходитимуться гама-промені, котрі зруйнують позитронний мозок. Під час експерименту всі роботи не зрушили з місця — їм було повідомлено, що якщо неможливо врятувати людину, нема потреби нищити себе — тільки Нестор-10 кинувся та повернувся до строю. Думаючи про свою розумову зверхність над людиною, він забув, що всі інші роботи не мають достатніх знань, щоб відрізнити шкідливі промені від нешкідливих.
Побачивши, що його викрито — отже, він не виконав безпосередній наказ «зникнути з очей», робот втрачає контроль, і його вимушено ліквідують, пропустивши гамма-промені.